# スウォッチ・インターネットタイム

24時間が1000Beatに区切られる。

スウォッチ・インターネットタイム (Swatch Internet Time) は、十進化された（十進化時間）、世界共通の時刻系（一種の世界時）である。マサチューセッツ工科大学メディアラボの創設者であるニコラス・ネグロポンテが協力し、時計会社スウォッチが規定した。

## 概要
従来の十二進法と六十進法が混在した時刻系ではなく、完全な十進法の時刻系（十進化時間）である。1日を000から999までの1000のbeat (Swatch Beat) と称する単位に区切る。1日は86,400秒で、1beatは86.4秒（1分26.4秒）に相当する。補助単位として100分の1のセンチビート (centibeats) があり、1センチビート=0.864秒である。@248.00のように小数点と小数点以下の数字で表記し、プレフィックスとして@を付して「@500.beats」と表記する。
以前は表記法から @beat（アットビート）と称されたが、近年は .beat（ドットビート）と称される。
世界時としての基準点（基準子午線）は、協定世界時 (UTC) やグリニッジ標準時 (GMT) と異なりスウォッチ本社が所在するスイスのビール（ビエンヌ）（を通る子午線）で、ビール標準時 (Biel Mean Time, BMT) と称する。実際にはUTC+1か中央ヨーロッパ時間 (CET) をBMTと扱う。ビールにおける午前0時が@000.beats、午後0時すなわち正午が@500.beatsである。
インターネットを介して疎通する場合などに、タイムゾーンや標準時などを意識せず時刻指定が可能となるなどの利点がある。他の世界時同様に世界のどこでも同じ時刻を参照できる。

## 使用例
スウォッチが販売するデジタル式腕時計にインターネットタイムの表示機能が搭載されている。プログラミング言語PHPでは、時刻のフォーマット文字列にBを指定することでビール標準時へ変換が可能である。オンラインゲームファンタシースターオンラインでゲーム内における時間の表示に使用され、現在時刻に応じて一部の武器の性能が変化する仕様が存在した。

## 日本標準時とスウォッチ・インターネットタイム
日本標準時 (JST) はビール標準時より8時間進んでおり、日本国内のビート表記は午前8時に@000Beatとなり日付が変わる。午前8時までは前日の扱いになる。午前0時は前日の@666.67Beatであり、正午が@166.67Beatである。
換算する時刻を24時間表記でh時m分s秒とすると、換算式は
{\displaystyle Beat=1000\ {\frac {60(60(h-8)+m)+s}{24\cdot 60\cdot 60}}=1000\left({\frac {60^{2}h+60m+s}{24\cdot 60^{2}}}-{\frac {1}{3}}\right)}
h < 8 の場合（Beat < 0 となる場合）、繰り下げて前日の扱いとする。 h = 6 ならば「h - 8 = 24 - 2 - 1日 = 前日の22時」と考える。もしくは負の値のBeatに対しては機械的に1000を加える。
| 午前 | :00     | :30     |    | 午後    | :00     | :30 |
| 00   | @666.67 | @687.50 | 12 | @166.67 | @187.50 |     |
| 01   | @708.33 | @729.17 | 13 | @208.33 | @229.17 |     |
| 02   | @750.00 | @770.83 | 14 | @250.00 | @270.83 |     |
| 03   | @791.67 | @812.50 | 15 | @291.67 | @312.50 |     |
| 04   | @833.33 | @854.17 | 16 | @333.33 | @354.17 |     |
| 05   | @875.00 | @895.83 | 17 | @375.00 | @395.83 |     |
| 06   | @916.67 | @937.50 | 18 | @416.67 | @437.50 |     |
| 07   | @958.33 | @979.17 | 19 | @458.33 | @479.17 |     |
| 08   | @000.00 | @020.83 | 20 | @500.00 | @520.83 |     |
| 09   | @041.67 | @062.50 | 21 | @541.67 | @562.50 |     |
| 10   | @083.33 | @104.17 | 22 | @583.33 | @604.17 |     |
| 11   | @125.00 | @145.83 | 23 | @625.00 | @645.83 |     |